# Freesiasläktet
Freesiasläktet (Freesia) är ett släkte i familjen irisväxter med 20 arter från södra Afrika.
Det fördes till botaniska trädgårdar i Europa 1870. Med namnet ville den tyske botanikern Christian Friedrich Ecklon hedra sin vän och lärjunge läkaren Friedrich Freese (1795-1876).. 